# GWR 927 Class
GWR 927 Class(«угольные») — тип товарного паровоза Большой западной железной дороги, спроектированный Джозефом Армстронгом и построенный на заводе компании в Суиндоне в 1874 году серией из 20 единиц. На дороге эти паровозы носили номера 927–946.

## История
Паровоз был в сущности конструктивным вариантом армстронговского стандартного товарного паровоза с уменьшенным от 5 ф. 0 д. (1524 мм) до 4 ф. 6 д. (1372 мм) диаметром движущих колёс для вождения между станциями Pontypool Road и Мерси тяжеловесных поездов с углем из Уэльса к портам отправления трансатлантических лайнеров. Дотоле этой работой были заняты паровозы Дэниела Гуча 79 Class и 322 Class.
Большинство этих паровозов были приписаны к депо Биркенхед и были списаны в 1905—1928 годах.